# Ever Forward (schip, 2020)
De EVER FORWARD is een containerschip van Evergreen Marine dat in het nieuws kwam doordat het zondag 13 maart 2022 rond 8 uur lokale tijd onverwacht bij het verlaten van de haven van Baltimore aan de grond liep in het Craighillkanaal bij het Gibson Island in de Chesapeake Bay. Het was onderweg naar Norfolk (Virginia). 
Het schip had bij het verlaten van de haven een diepgang van 13 meter. Routevolgsystemen lieten zien dat het schip in de vaargeul van ruim 15 meter diep voer en een bocht miste. Zo voer het omhoog naar waar het met een gemiddelde diepte van 6,50 meter te ondiep was voor de diepgang van het schip op dat moment.
Berger Donjon Smit, een samenwerkingsverband van Donjon Marine Co. uit Hillside (New Jersey) en SMIT Salvage Americas, Inc. uit Houston, in DONJON-SMIT OPA-90 Alliance, begon 20 maart met de berging. Twee baggerteams startten met het verwijderen van de bagger rond het gestrande schip. Vooral om het roer en de schroef weer vrij te maken. Ondertussen werden alle beschikbare lokale sleepboten gemobiliseerd om het schip met gebruikmaking van hoog water en de eigen hoofdmotor weer los te trekken.   
Er zijn geen berichten over slachtoffers, schade of verontreiniging. Het schip ligt ook niet in de weg voor de overige scheepvaart. 
Met twee kraanpontons werd in ruim vijf weken een geul gebaggerd rond het schip. Dinsdag 29 maart probeerden vijf sleepboten de Ever Forward al vlot te trekken. Drie uur lang werd er getrokken en geduwd, het schip is daarbij niet losgekomen. De boosdoener was een noordenwind, die voor verlaging van het waterpeil in Chesapeake Bay zorgde. Er werd nog verder gebaggerd, om de geul diep genoeg te krijgen, en 30 maart werden nog eens twee sleepboten toegevoegd. De zeven sleepboten kregen geen echter beweging in het schip.

Rederij Evergreen heeft inmiddels averij-grosse, ofwel general average, uitgeroepen vanwege de oplopende kosten van de gronding. Deze regeling laat alle partijen die containers aan boord hebben meebetalen aan de berging. De aflandige wind veroorzaakte dat de waterstand lager was dan normaal.
Zaterdag 9 april 2022 werd overdag begonnen met het lossen van containers uit de aan de grond gelopen Ever Forward. Telkens werden zo'n zes containers met twee drijvende kranen op een ponton gezet en die twee pontons werden weer gelost bij de verderop gelegen Seagirt Marine Terminal. Er werd een veiligheidszone van pakweg 450 meter ingesteld rondom het schip. In de vaargeul mocht tijdelijk alternerend in de ene en de andere richting worden gevaren.
Na meer dan vijf weken is het zondagmorgen 17 april 2022 even voor zevenen lokale tijd gelukt het schip met zeven sleepboten vlot te trekken. De dag ervoor kon er goed worden gebaggerd en containers worden gelost. Het werd weer springtij en ondanks een stevige noordwestelijke bries. Het schip werd in zuidelijke richting weggesleept en ging voor anker voor inspectie en om de nodige administratie weer in orde brengen. Daarna ging het de pakweg 500 geloste containers weer laden, die op de terminal stonden te wachten on ze alsnog naar hun bestemming te brengen. Voor het haar weg weer kon vervolgen diende het eerst weer te bunkeren en de nodige ballast te zetten.